# Paraphaenodiscus sugonjaevi
Paraphaenodiscus sugonjaevi är en stekelart som beskrevs av Svetlana N. Myartseva 1980. Paraphaenodiscus sugonjaevi ingår i släktet Paraphaenodiscus och familjen sköldlussteklar.
Artens utbredningsområde är:
- Iran.
- Turkmenistan.

Inga underarter finns listade i Catalogue of Life.